# 巴比勒
巴比勒（Barbiel），有時也叫巴基爾(Barkiel)或巴魯爾(Baruel)，相傳是著名的力天使（或說大天使）的君主或司令之一，也有人說是二十八位月天使第二十八順位的天使。在天庭是屬於座天使亞夫結的手下。因為名字的關係，常和熾天使巴拉基勒弄混淆。